# روح‌الله نیکپا
روح‌الله نیکپا (زادهٔ ۱۵ ژوئن ۱۹۸۷ در ولایت میدان وردک) تکواندوکار اهل افغانستان است. او در المپیک پکن (وزن ۵۸ ک. گ) و المپیک لندن (وزن ۶۸ ک. گ) موفق به کسب مدال برنز شد. نیکپا نخستین ورزشکار افغانستان است که توانسته‌است در المپیک مدال بگیرد.

## زندگی ورزشی
تکواندو را از سن ۱۰ سالگی در ایران آغاز کرد. پیش از آن در پی جنگ افغانستان، خانوادهٔ او به ایران مهاجرت کردند. پس از آن او به عضویت تیم تکواندوی پناهندگان افغان در ایران درآمد. او در سال ۱۳۸۳ به کابل بازگشت و تمریناتش را برای آماده‌سازی مسابقات المپیک پی‌گرفت. روح‌الله نیکپا تکواندو کار انجمن بنیان‌گذاران تکواندو پومسه در افغانستان در مسابقات آزاد کرده که در آن بیشتر از ۳۰ کشور شرکت داشتند، با شکست دادن ورزشکارانی از کویت، بلژیک و ژاپن مقام سوم را به دست آورد.
وی در سال ۲۰۰۸ مدال برنز قهرمانی آسیا را کسب کرده و سهمیه حضور در رقابت‌های المپیک را به دست آورد و در بازی‌های المپیک ۲۰۰۸ به مدال برنز وزن ۵۸ کیلوگرم دست یافت. او در این مسابقات در دور اول لونت تونکات از آلمان را ۰–۴ شکست داد در دور دوم ۰–۱ مغلوب گیرمو راموس مکزیکی شد. پس از صعود راموس به فینال و قهرمانی او، نیکپا در گروه بازنده‌ها ابتدا مایکل هاروی از بریتانیا را ۱–۳ شکست داد و سپس در مبارزه برای مدال برنز خوان آنتونیو راموس اسپانیایی قهرمان دو دورهٔ جهان را ۰–۴ مغلوب کرد.
نیکپا در سال ۲۰۱۱ به در وزن ۶۸ کیلوگرم یک‌وزن بالاتر رفته و به مدال برنز قهرمانی جهان رسید.
وی در مسابقات قهرمانی تکواندوی آسیا در ویتنام در سال ۲۰۱۲ حریفانی از کشورهای پاکستان، تاجیکستان، قرقیزستان، تایلند را شکست داد ولی در فینال مغلوب شد و مدال نقره مسابقات و سهمیه شرکت در بازی‌های المپیک را برای افغانستان به دست آورد.
مربی او در المپیک ۲۰۱۲ لندن مین سین هاک کره‌ای بود.

### واکنش‌ها به مدال المپیک ۲۰۰۸
نیکپای پس از کسب مدال گفت: 
امیدوارم این مدال پیام صلح کشور مرا پس از ۳۰ سال جنگ به جهانیان برساند.
حامد کرزی رئیس‌جمهور افغانستان هم بلافاصله کسب مدال او را تبریک گفت. پس از شنیدن خبر پیروزی او در المپیک، شهرهای افغانستان غرق در شادی شد. گزارش‌های محلی حاکی از آن است که در پی این پیروزی، ملت افغانستان در شهرهای مختلف این کشور از جمله کابل، قندهار، خوست، هرات، هلمند، بلخ و نیز شهرهای دیگر افغانستان به پایکوبی و شادمانی پرداختند. رسانه‌های گروهی کشور این رویداد را به خوبی پوشش دادند.

## المپیک ۲۰۱۲
در مسابقات المپیک لندن که روز پنج شنبه (۱۹ اسد ۱۳۹۱/ ۹ اوت ۲۰۱۲) برگزار شد، روح‌الله نیکپا شکست خورد.
روح‌الله نیکپا که در المپیک ۲۰۰۸ مدال برنز گرفته بود، در مرحله ابتدایی مسابقه تکواندوی المپیک لندن توانست با امتیاز ۱۲ در مقابل ۵، بر حریف لهستانیش میشل لونیفسکی غالب شود. او در دور مقدماتی با حریف تهاجمی برخورد می‌کرد و از ابتدای مسابقه به نظر می‌رسید که بر حریف پیروز می‌شود.
در مسابقه یک چهارم نهایی، روح‌الله نیکپا با نتیجه پنج بر چهار بازی را واگزار کرد.
نیکپا در مقابل حریف لهستانیش تهاجمی و فعالانه وارد میدان شد.
مسابقه روح‌الله نیکپا به صورت گسترده از سوی افغان‌ها هم در فضای مجازی و هم از طریق تلویزیون دنبال می‌گردید. شمار تماشاچیان افغان در محل بازی نیز زیاد بود. افغان‌ها از پیروزی نیکپا در دور مقدماتی ابراز خوشحالی می‌کردند.
نیکپا در ایران به عضویت تیم تکواندوی پناهندگان افغان درآمد و در سال ۱۳۸۳ دوباره به کشورش بازگشت. او برای نخستین بار در مسابقات آسیایی در سال ۲۰۰۶ خوب درخشید. سرانجام در المپیک پکن در سال ۲۰۰۸، نیکپا با پیروزی در مقابل آنتونیو راموس اسپانیایی، به مدال برنز دست یافت. او همچنین در المپیک ۲۰۱۲ لندن دو رقیبش را شکست داد روح‌الله ۲ برنز المپیک در کارنامه دارد.